# يوكي نايتو
يوكي نايتو (باليابانية: 内藤祐希) هي لاعب كرة مضرب يابانية، ولدت في 16 فبراير 2001 في نيغاتا في اليابان.

## وصلات خارجية
- يوكي نايتو على موقع رابطة محترفات التنس (الإنجليزية)
- يوكي نايتو على موقع الاتحاد الدولي لكرة المضرب (الإنجليزية)
- يوكي نايتو على موقع خلاصة التنس.كوم (الإنجليزية)
- يوكي نايتو على موقع أوليمبيديا (الإنجليزية)